# Daniel Aranzubía
Daniel Aranzubía Aguado (Logroño, 18 settembre 1979) è un ex calciatore spagnolo, di ruolo portiere.
È uno dei pochi giocatori ad aver militato nelle file dell'Athletic Club pur non essendo basco. Infatti, nonostante sia originario della regione de La Rioja, ha intrapreso la carriera di calciatore nelle file dell'Athletic. Secondo la politica di tesseramento della società bilbaina, questo è un motivo sufficiente per poter essere ingaggiato dalla prima squadra.

## Carriera
Dopo otto stagioni disputate con la prima squadra dell'Athletic Bilbao, nel 2008 si trasferisce a parametro zero al Deportivo la Coruña.
Il 20 febbraio 2011 realizza un gol sugli sviluppi di un calcio d'angolo al 94' nella partita contro l'Almeria terminata 1-1; è l'unico portiere della Liga ad averlo fatto.
Dalla stagione 2013-14 diventa secondo portiere dell'Atlético Madrid. Fa il suo esordio nella trasferta vincente di Coppa del Re contro il Sant Andreu e alla seconda partita da titolare, in Champions League contro il Porto, para un rigore ai lusitani.

## Palmarès

### Club
- Campionato spagnolo: 1

Atlético Madrid: 2013-2014

### Nazionale
- Campionato mondiale Under-20: 1

Nigeria 1999
- Argento olimpico: 1

Sydney 2000